# История почты и почтовых марок Словакии
История почты и почтовых марок Словакии условно подразделяется на периоды, соответствующие почтовым системам государств, в составе которых находилась территория Словакии (Австро-Венгрия, Чехословакия), период независимости Первой Словацкой республики (1939—1945) и современной Словацкой Республики (с 1993).

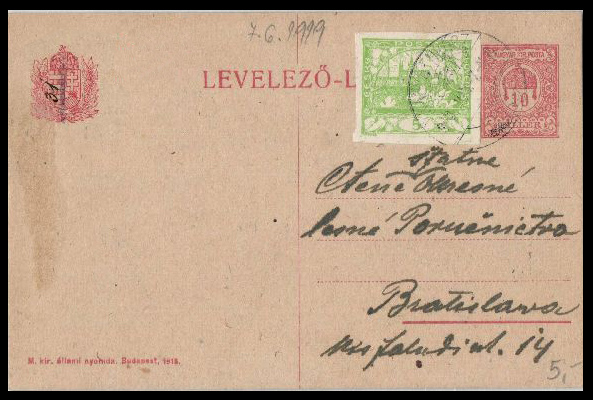
Маркированная почтовая карточка Королевства Венгрия со смешанной франкировкой — дополнительной маркой Чехословакии из серии «Градчаны» (1919)

## Раннее развитие почты
История почты Словакии прослеживается с тех времён, когда словацкие земли находились в составе Австро-Венгрии (до 1918 года). На этом этапе здесь работала венгерская почта и для оплаты корреспонденции вплоть до 28 февраля 1919 года использовались марки Венгерского королевства; венгерские цельные вещи были в обращении до октября 1919 года.
С ноября 1918 по март 1939 года территория Словакии была частью Чехословакии и обслуживалась чехословацкой почтой. В почтовом обращении в этот период находились чехословацкие знаки почтовой оплаты.

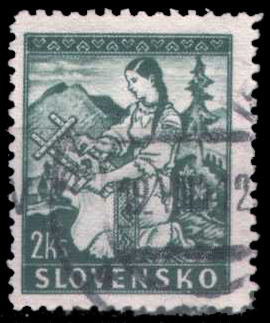
Марка Словакии из серии «Национальные костюмы» (1939). с пяльцами(Mi #43A)

## Выпуски почтовых марок

### Первая Словацкая республика
В марте 1939 года, вследствие раздела Чехословакии после Мюнхенского соглашения 1938 года, была провозглашена Словацкая республика — государство-сателлит нацистской Германии.
21 марта 1939 года в обращение поступили первые марки Словацкой республики — чехословацкие марки 1929—1938 годов с красной или синей надпечаткой словац. «Slovenský stát / 1939» («Словацкое государство 1939»). Серия состояла из марок 21 номинала. В сентябре того же года была выпущена серия «Национальные костюмы», состоящая из трёх марок оригинальных рисунков с надписью «Slovensko».
Первая коммеморативная марка вышла в сентябре 1939 года. Она была посвящена 10-й годовщине со дня смерти Йозефа Мургаша (1864—1929), словацкого изобретателя и живописца.

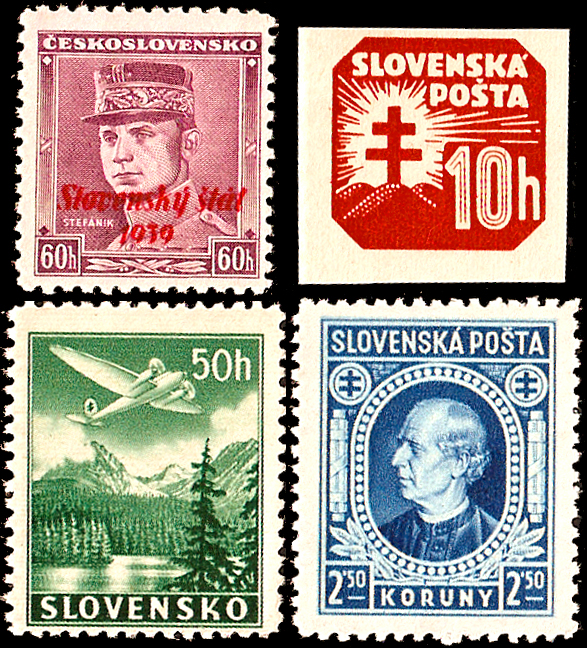
Подборка марок Первой Словацкой республики (1939—1945)

Последняя серия из шести марок Словацкой республики с портретом президента Й. Тисо была выпущена в марте 1945 года. Все марки Первой Словацкой республики были изъяты из обращения 30 апреля 1945 года, после чего на территории Словакии в обращение поступили знаки почтовой оплаты Чехословакии.

#### Словацкое восстание
Во время Словацкого национального восстания 1944 года использовались марки Словакии, либо почтовый сбор оплачивался наличными. Служебная корреспонденция пересылалась бесплатно.
Газета «Новое слово» — орган Коммунистической партии Словакии — выпустила специальные наклейки с надписью «Газетный тариф уплачен наличными. Новое слово. Банска Бистрица». Эта наклейка печаталась в листах из четырёх или шести штук. Использовалась с 1 сентября по 25 октября 1944 года.

### Современная Словакия
1 января 1993 года в результате Бархатного развода образовалась независимая Словакия. В тот же день в обращение поступила первая марка Словакии с изображением государственного герба номиналом в 8 крон, изданная в малом листе. Миниатюры были отпечатаны в почтовой типографии в Праге по заказу Министерства транспорта, связи и общественных работ Словакии.
30 декабря 1993 года были изъяты из обращения знаки почтовой оплаты Чехословакии и запрещены смешанные франкировки.
Первая коммеморативная марка Словакии вышла в марте 1993 года. Она была посвящена 600-й годовщине со дня смерти святого Яна Непомуцкого. Это был совместный выпуск почтовых администраций Словакии, Чехии и Германии. Эскиз марки подготовил Йоахим Рисс, гравировал миниатюру Йозеф Герчик (чеш. Josef Herčík).
Первый почтовый блок был эмитирован в декабре 1993 года. На нём была изображена могила словацкого астронома и политика М. Р. Штефаника на горе Брадло.

## Другие виды почтовых марок

### Авиапочтовые
Первая серия из шести авиапочтовых марок вышла в ноябре 1939 года. На миниатюрах были изображены самолёт Heinkel He 111 над озером Штрбске-Плесо и самолёт Heinkel He 116 над горой Рысы. Последняя авиапочтовая марка вышла в обращение в марте 1944 года. Всего было эмитировано десять авиапочтовых марок.

### Газетные
Первые газетные марки Словакии — чехословацкие газетные марки 1937 года с красной или синей надпечаткой словац. «Slovenský stát / 1939» — были выпущены в апреле 1939 года. В июне того же года эмитировали газетные марки оригинальных рисунков — с гербом Словацкой республики. Последние газетные марки с изображением литеры «N» на фоне раскрытой газеты вышли в июне 1943 года.

### Доплатные
Доплатные марки Словацкой республики с надписью «Doplatne» («Доплатное») выпускались с августа 1939 по август 1942 года. Всего было эмитировано 38 миниатюр. Их изъяли из обращения 30 сентября 1947 года.

### Доставочные
В августе 1940 года были выпущены две доставочные марки. Миниатюры с литерой «V» («Vyplatna») предназначались для отправителей писем, с литерой «D» («Doplatna») наклеивались на почте. Были изъяты из обращения 30 апреля 1945 года.

### Служебные
В августе 1945 и в апреле 1947 года чехословацкая почта выпустила две серии служебных марок, которые использовались только на территории Словакии. На них был изображён малый герб Чехословакии в орнаменте (рисунок А. Эрхарда) и стояли буквы «S» (сокращение от «služeb» — служебная) и «Z» (сокращение от «známka» — марка). Эти марки были изъяты из обращения в июне 1948 года.

### Почтово-благотворительные
Почтово-благотворительная марка с портретом президента Первой Словацкой республики Йозефом Тисо вышла в ноябре 1939 года. Дополнительный сбор шёл на помощь детям.
Почтово-благотворительная марка с дополнительным сбором в фонд словацкого Красного Креста вышла в ноябре 1993 года. Автором эскиза и гравёром марки был Франтишек Горняк.

### Марки печатающего автомата
В декабре 2001 года в Словакии был введён в эксплуатацию первый печатающий автомат типа «Наглер». Его установили на Главпочтамте Братиславы. Автомат выдавал марки номиналами от 0,1 до 99,9 словацких крон, а также с восемью постоянными номиналами от 5,50 до 14,00 крон. Автором дизайна марок был Мирослав Кипар.

## Развитие филателии
Учредительный съезд национальной организации филателистов Словакии — Союза словацких филателистов (ССФ) — состоялся в мае 1969 года в местечке Смаче. На съезде было провозглашено создание союза, избраны его руководящие органы, разработана программа и устав.
До распада Чехословакии ССФ входил в состав Федерации чехословацких филателистов и осуществлял активную деятельность внутри страны и на международном уровне. Так, например, при непосредственном участии ССФ и Киевского областного отделения Всесоюзного общества филателистов проводились филателистические выставки городов-побратимов Братиславы и Киева. Одна из них состоялась в 1975 году в Киеве, в Государственном музее имени Т. Г. Шевченко. На выставке присутствовали тогдашние председатель ССФ Северин Зрубец и секретарь союза Милан Весельский. Золотую медаль выставки получила коллекция Отто Бартоня (Братислава). Были высказаны пожелания провести аналогичную выставку в 1977 году в Братиславе и в 1979 году в Киеве.